# Kacper Kostorz
Kacper Kostorz (Cieszyn, 21 augustus 1999) is een Poolse voetballer die sinds juli 2024 wordt verhuurd door het Poolse Pogoń Szczecin aan NAC Breda.

## Clubcarrière
Kostorz speelde in zijn jeugd- en profjaren voor verschillende Poolse clubs en het Tsjechische MFK Karviná. In het seizoen 2023-2024 werd hij door Pogoń Szczecin verhuurd aan FC Den Bosch. Daar kwam hij voor het eerst in zijn carrière in de dubbele cijfers terecht. Kostorz scoorde in de Keuken Kampioen Divisie in 38 wedstrijden 16 keer. Hij werd door de Bossche fans ook verkozen tot Bosschenaar van het Jaar 2024. In het seizoen 2024-2025 speelt hij opnieuw op huurbasis in Nederland. Ditmaal voor NAC Breda.